# النار والطين (مسلسل)
النار والطين، مسلسل تلفزيوني مصري عرض في رمضان 1433هـ/2012م.

## قصة المسلسل
في إطار الدراما الاجتماعية الصعيدية تدور أحداث المسلسل العربي النار والطين وذلك من خلال عادات وتقاليد المجتمع الصعيدي حيث شخصية "زينات"، والتي تتميز بالقوة والجبروت، تقرر أن تدوس كل من يقترب منها بالاقدام محاولة التصدي لكل من يحاول هضم حقها هي وابنتها.

## بطولة
- ياسر جلال
- بثينة رشوان
- ميس حمدان
- سهير المرشدي
- مادلين طبر
- حسام الجندي
- غادة إبراهيم
- سامي مغاوري
- صبري عبد المنعم
- أنعام سالوسة
- هادي الجيار
- نجوى فؤاد
- أحمد مراد
- فايق عزب
- صوفيا فخري
- جليلة محمود
- محي الدين عبد المحسن
- إنجي عبد الله
- نسمة محمود
- مظهر أبو النجا
- محمد فريد
- خليل مرسي
- طارق النهري
- محمود عبد الغفار
- رشوان توفيق
- شريف خير الله